# Sōta Nakazawa
Sōta Nakazawa (中澤 聡太 Nakazawa Sōta?, Tokio, 26 de octubre de 1982) es un exfutbolista japonés. Jugaba de defensa y su último club fue el Cerezo Osaka de Japón.

## Trayectoria

### Clubes
| Club              | País  | Año       |
| ----------------- | ----- | --------- |
| Kashiwa Reysol    | Japón | 2001-2006 |
| F. C. Tokyo       | Japón | 2006      |
| Gamba Osaka       | Japón | 2007-2012 |
| Kawasaki Frontale | Japón | 2013-2014 |
| Cerezo Osaka      | Japón | 2015-2016 |

## Palmarés

### Títulos nacionales
| Título             | Club        | País  | Año  |
| ------------------ | ----------- | ----- | ---- |
| Copa J. League     | Gamba Osaka | Japón | 2007 |
| Copa del Emperador | Gamba Osaka | Japón | 2008 |
| Copa del Emperador | Gamba Osaka | Japón | 2009 |